# 1264

## أحداث
- تأسيس مدينة مارتن وتقع حاليا في سلوفاكيا.
- تأسيس مدينة لغنيتسا وتقع حاليا في بولندا.
- بداية ثورة المدجنين في 1 أغسطس 1264 والتي انتهت في 1 سبتمبر 1266.
- بداية حرب البارونات الثانية في 1264 والتي انتهت في 1267.
- 1264 :
  - بعد ثورة المدجنين، التي ساندها جيش بنو مرين ومملكة غرناطة ، ورغم نجاحها في عدة مدن، استطاع ألفونسو العاشر ملك القشتاليين بحصار واحتلال مدينة شريش وطرد كل المسلمين.
  - القوات البحرية لإمارة العزفيين، تحت قيادة أبو القاسم العزفي، تدخل مدينة أصيلا وتضمها.

## وفيات
- أثير الدين الأبهري، عالم مسلم، اشتهر بمؤلفه في الفلك «درايات الافلاك».